# Jan Gaweł
Jan Gaweł (ur. 11 lutego 1845 w Woli Batorskiej, zm. 9 października 1913 w Bieczu) – polski doktor praw, adwokat, działacz polityczny i społeczny.

## Życiorys
Jan Gaweł urodził się 11 lutego 1845 w Woli Batorskiej. Był synem Andrzeja (wzgl. Jędrzeja).
Ukończył studia prawnicze uzyskując tytuł doktora praw. Od około 1878 był adwokatem w Przemyślu w okręgu przemyskiego C. K. Sądu Obwodowego. Decyzją z 23 stycznia 1881 z dniem 1 maja 1881 przeniósł swoją kancelarię adwokacką z Przemyśla do Sanoka. Po przeprowadzce do Sanoka był adwokatem przy C. K. Sądzie Powiatowym w Sanoku, a od 1887 przy ustanowionym wówczas C. K. Sądzie Obwodowym w Sanoku. W 1884 założył kancelarię adwokacką w Sanoku jako jedną z pierwszych w Sanoku. Pracując w Przemyślu i w Sanoku należał do Przemyskiej Izby Adwokatów. Został wybrany przysięgłym głównym trzeciej kadencji Sądu Przysięgłych w Przemyślu trwającej od 24 sierpnia 1885 na okres trzech lat. Uchwałą Rady Miejskiej w Sanoku z 17 stycznia 1895 otrzymał prawo przynależności do gminy Sanok. 9 września 1899 został członkiem wydziału założonego wówczas w Sanoku oddziału Towarzystwa Prawniczego, 19 stycznia 1895 wybrany zastępcą członka wydziału. Był jednym z trzech reprezentantów Sanoka na II Zjazd Prawników i Ekonomistów Polskich we Lwowie w dniach 12-13 września 1899. Otrzymał rangę adwokata krajowego. Na początku 1899 wyjechał z Sanoka. Na początku listopada 1898 przeniósł swoją kancelarię adwokacką z Sanoka do Podgórza i ulokował przy ulicy Józefińskiej w domu Maryjewskiego. 
Od około 1899 do około 1907 był adwokatem przy C. K. Sądzie Krajowym w Krakowie oraz przy C. K. Sądzie Powiatowym w Podgórzu. Równolegle od około 1900 do około 1907 (w tym ponownie wybrany w 1905)). Po odejściu z Krakowa od około 1907 do końca życia był adwokatem przy C. K. Sądzie Powiatowym w Bieczu oraz przy C. K. Sądzie Obwodowym w Jaśle. Był autorem publikacji w czasopiśmie „Przegląd Prawa i Administracji” (1905).
W okresie pracy w Sanoku był radnym tamtejszej Rady Miejskiej, został wybrany w 1884, pełnił mandat w kolejnych latach. Z mandatu radnego zrezygnował 19 września 1889. Sprawował funkcję radcy miejskiego. Był w delegacji miasta na pogrzeb Józefa Ignacego Kraszewskiego 18 kwietnia 1887 w Krakowie, a w 1892 był w delegacji miasta do powitania we Lwowie cesarza Franciszka Józefa I. Podczas powtórnego pogrzebu Adama Mickiewicza na Wawelu w Krakowie 4 lipca 1890 uczestniczył w uroczystościach w składzie delegacji miasta Sanoka. Był w składzie powołanej 26 sierpnia 1890 komisji, która upoważniła magistrat sanocki do nabycia gruntu pod nowy cmentarz przy ul. Rymanowskiej. W grudniu 1896 został członkiem w wyborach do Rady c. k. powiatu sanockiego, wybrany z grupy gmin wiejskich i pełnił mandat (1897, 1898, 1899, 1900) sprawując funkcję członka wydziału do około 1900 (prowadząc już wówczas praktykę adwokacką w Krakowie). 3 grudnia 1911 był referentem sprawy komitetu wiecu chełmskiego w Sanoku. Działał w polityce, inicjował spotkania przedwyborcze w swoim środowisku. 18 października 1896 został wybrany jednym z wyborców z miasta Sanoka do wyboru posła z mniejszej kurii na Sejm Krajowy Galicji VII kadencji i pełnił wówczas funkcję przewodniczącego biura wyborczego. W styczniu 1897 wraz z posłem Grzegorzem Milanem był organizatorem wiecu w sprawie zawieszenia ustawy o zgromadzeniach. Był działaczem ruchu ludowego (np. 30 sierpnia 1896 był przewodniczącym wiecu ludowego w Sanoku), działał w komitecie powiatowym sanockiego Stronnictwa Ludowego. Mimo to w prasie lwowskiej uchodził za polityka socjalistycznego, organizatora wiecu w Rymanowie, na którego zaproszenie przybył tam ks. Stanisław Stojałowski. W maju 1905 został wybrany radnym rady miasta Podgórza.
Działał w sposób zaangażowany na polu pracy społecznej. Był współzałożycielem i członkiem sanockiego gniazda Polskiego Towarzystwa Gimnastycznego „Sokół”. Do 1899 był wiceprezesem Komitetu Kościuszkowskiego w Sanoku, zmierzającego do fundacji Pomnika Tadeusza Kościuszki. Udzielał się w Czytelni Mieszczańskiej, działającej w budynku Ramerówka; na początku 1896 był członkiem jej komisji statutowej, w 1896, 1897 pełnił funkcję prezesa Czytelni. Był działaczem Towarzystwa Pomocy Naukowej w Sanoku, w którym w czerwcu 1896 został wybrany członkiem wydziału, w 1895, w połowie 1896 b ył skarbnikiem, a pod koniec tego roku sekretarzem wydziału. Był współzałożycielem i członkiem wydziału Czytelni Chrześcijańskiej „Ogniwo” w Sanoku. Działał w ramach Kasyna w Sanoku. Był członkiem wydziału Kółka Dramatyczno-Muzycznego w Sanoku, ponownie wybierany 9 listopada 1895. Był członkiem wydziału Szkoły Przemysłowej Uzupełniającej w Sanoku (1895/1896). Na przełomie XIX i XX wieku był członkiem zwyczajnym Macierzy Szkolnej dla Księstwa Cieszyńskiego.
Był żonaty z Marią Magdaleną z domu Bilińską (1848-1935, córka Ludwika). Jego dziećmi byli: Emil (1876-1921; od 1909 także adwokat), Bronisław (ur. 1879, zm. prawd. 1939, nauczyciel), Józef (jeden z bliźniąt, ur. i zm. 30 marca 1882), Władysław Zygmunt (drugi z bliźniąt, ur. 30 marca 1882, zm. 14 maja 1882), Stanisław (1883-1951, duchowny rzymskokatolicki, kapelan wojskowy), Janina Maria (1886-1972), Marian (1889-1937, major Wojska Polskiego), Leonard Nikodem (1893-1954). Pod koniec XIX wieku zamieszkiwał z rodziną w Sanoku przy ulicy Lwowskiej nr 241. Zmarł 9 października 1913 w Bieczu w wieku 69 lat. Został pochowany na cmentarzu przy ul. Rymanowskiej w Sanoku 11 października 1913.
Krewną Jana Gawła była Zofia Bilińska z Krakowa (córka Aleksandry i Stanisława Bilińskiego, który był synem Ludwika Bilińskiego i Sabiny z domu Pieniążek); która w 1896 została żoną Wacława Szomka (Jan Gaweł był świadkiem na ich ślubie).